# Johann Loos
Johann Loos (* 18. Juli 1949 in Apetlon; † 18. Juli 2018 ebenda) war ein österreichischer Offizier des Bundesheers und Politiker (ÖVP). Loos war zwischen 2000 und 2002 Abgeordneter zum Österreichischen Nationalrat. 

## Ausbildung und Beruf
Loos besuchte die Volksschule und das Gymnasium. Loos leistete 1966 seinen Präsenzdienst ab und war seit 1967 Bediensteter beim österreichischen Bundesheer. 1976 legte er die Externistenmatura ab. Er besuchte danach von 1977 bis 1980 die Militärakademie. Zudem besuchte Loos die Landesverteidigungsakademie, wo er die Stabsoffiziersausbildung absolvierte und verschiedene Kurse besuchte. Loos war zuletzt Oberst des Generalstabsdienstes. Er wurde in Apetlon bestattet.

## Politik
Loos war von 1977 bis 1981 Gemeinderat in Apetlon und von 1981 bis 1982 Vizebürgermeister. Loos war ab 1982 Bürgermeister der Gemeinde, bei der Gemeinderatswahl 2007 trat Loos nicht mehr an und übergab bereits am 8. Jänner 2007 sein Amt an seinen Nachfolger Ronald Peyer. Ab 1987 war Loos zudem Bezirksobmann des ÖAAB Neusiedl am See.
Loos vertrat die ÖVP von 1987 bis 2002 als Abgeordneter zum Burgenländischen Landtag und war vom 8. Mai 2000 bis 19. Dezember 2002 Abgeordneter zum Nationalrat. Als Schwerpunkte seiner Arbeit im Nationalrat nannte Loos die Bereiche Landesverteidigung, Sicherheit, Soziales und EU. Im Jahr 2002 wurde Loos für den Big Brother Award nominiert, nachdem er in das Reorganisationsbegleitgesetz zum Militärbefugnisgesetz eine Passage eingebracht hatte, die den Militärs weitgehende Auskunftsrechte über alle Kunden von Telekom- und Handynetzbetreibern garantiert.

## Privates
Loos war verheiratet und Vater dreier Töchter.

## Auszeichnungen
- Großes Ehrenzeichen des Landes Burgenland